# Recovery Toolbox
Recovery Toolbox è una raccolta di utility e servizi online per il recupero di file, formati di file e password danneggiati per vari programmi.

## Utility gratuite
Recovery Toolbox for CD Free
Una utility gratuita per il recupero di dati da un disco ottico, danneggiati sia fisicamente (graffi, contatto con liquidi) sia a causa di errori del software.
Recovery Toolbox File Undelete Free
Una utility gratuita per il recupero di file cancellati nel sistema operativo Windows, funziona con dischi che utilizzano il file system NTFS. Però, non supporta dischi ad alte prestazioni (SSD).

## Shareware utility
Recovery Toolbox for Flash
Una utility shareware per il recupero di file cancellati da supporti rimovibili che usano il file system FAT (schede SD, CF, MMC e altri memory card, smart media card, IBM MicroDrive, Flash e USB drive, camere digitali, unità floppy).
Recovery Toolbox for RAR
Ripara archivi RAR corrotti. Supporta tutte le varianti esistenti nel formato di compressione RAR con tassi di compressione differenti. Permette di recuperare informazioni da archivi protetti da password e da archivi situati su dispositivi corrotti.
Recovery Toolbox for Excel
Recupera i file di Microsoft Excel corrotti. Supporta tanti formati delle tabelle, dei font, degli stili, dei fogli di lavoro, dei tipi di formule, delle funzioni, dei colori e dei bordi delle celle, etc.
Recovery Toolbox for Outlook
Corregge errori in Microsoft Outlook e recupera email, contatti, promemoria, riunioni, attività, nota, calendari ed altri elementi danneggiati dai file PST o OST.

## Servizi online
Oltre le utility installabili Recovery Toolbox offre anche servizi web di recupero dati, che supportano seguenti tipi di file:
- Formati di file Adobe: documenti PDF e presentazioni (Adobe Acrobat/PDF Reader)[22][23], file grafici AI (Adobe Illustrator)[24] e PSD (Adobe Photoshop).
- Formati di file Microsoft Office: fogli elettronici Excel, documenti elettronici Word (incluso RTF)[25], presentazioni (Power Point), file Project, file email PST e OST (Outlook) e DBX (Outlook Express)[26].
- Altri formati grafici: DWG (AutoCAD)[27] e CDR (CorelDraw)[28].
- Basi di dati: ACCDB e MDB (Access)[22], DBF (FoxPro/Clipper/dBase e altri).

## Informazioni sullo sviluppatore
Recovery Toolbox, Inc. - è una azienda d'informatica che sviluppa software per il recupero di file danneggiati dal 2003. Ad oggi, sono state sviluppate le soluzioni di recupero dati da più di 30 tipi di file, incluso formati di Microsoft Office (come Outlook ed Excel), Adobe Creative Suite e dati da supporti danneggiati (dischi rigidi, supporti rimovibili, CD/DVD)